# Мариана Масларова
Мариана Проданова Масларова е българска алпинистка и поетеса.

## Биография
Мариана Масларова е родена на 2 април 1961 г. в Карлово. Занимава се с алпинизъм от 15-годишна. Завършва Университета по библиотекознание в София, а после и история в Софийския университет „Св. Климент Охридски“. Специализира теория и история на културата. Рисува, прави скулптури, пише стихове.
Като национален състезател по алпинизъм и скално катерене участва в много състезания от веригата за Световната купа по спортно катерене и печели много международни награди. Печели и маратона на София през 1991 г.
Като алпинист има многобройни изкачвания в България, Европа, Азия, Северна и Южна Америка. Сред тях са: Дих Тау (5200 m) в Кавказ, 3 – 9 август 1983 г., Пти Дрю (3773 m) в Алпите, по пътя на Пиер Ален, 29 – 31 юли 1984 г., връх Комунизъм (7495 m) в Памир на 5 август 1987 г., Монблан (4307 m) в Алпите, на 17 юли 1986 г., Матерхорн (4471 m) в Алпите, по италианския път, 10 – 17 септември 1987 г.
Участва в първото българско изкачване на Аконкагуа (6961 m), най-високия връх на Южна Америка – на 28 декември 1987 г. заедно с Иван Масларов, Николай Петков и Кирил Тафраджийски изкачва върха по нормалния път. Участва и в първото българско изкачване на връх Маккинли (сега Денали) (6194 m), най-високия връх на Северна Америка – 27 юни 1988 г., заедно с Иван Масларов, Николай Петков и Иван Луканов.
През 2004 г. Мариана Масларова участва в експедиция за изкачване на Еверест по Североизточния ръб. За последен път е видяна малко под върха – много вероятно е да е изкачила Еверест, но няма свидетелски показания. Изчезва безследно, 20 години след своя чичо Христо Проданов.
Стихосбирката на Мариана Масларова „Сучурум (бяла летяща вода)“ излиза през 2000 г. Приятелите ѝ издават още един сборник с нейни стихове: „Не унивайте, аз съществувам“ (2008 г.).
Омъжена за алпиниста Иван Масларов, имат едно дете.